# ناچو کیس
ناچو کیس (انگلیسی: Nacho Cases؛ زادهٔ ۲۲ دسامبر ۱۹۸۷) بازیکن فوتبال اهل اسپانیا است.
از باشگاه‌هایی که در آن بازی کرده‌است می‌توان به باشگاه فوتبال ولس، باشگاه فوتبال اسپورتینگ خیخون، و باشگاه فوتبال سودووا اشاره کرد.